# Завля
Завля — река на западе Тверской области, протекает на территории Понизовского сельского поселения Торопецкого района. Левый приток Торопы. Длина реки составляет 13 километров.
Завля вытекает из небольшого Кисловского озера, расположенного на высоте 205,1 метра над уровнем моря. Течёт в начале на юго-запад. Затем протекает через озеро Зимецкое. После Зимецкого в целом течет в западном направлении. Впадает в Торопу ниже деревни Понизовье. Высота устья — 178,8 метра над уровнем моря.
Принимает несколько мелких ручьёв. На берегах реки расположены деревни Наумовское, Корнилово, Малое Кислово и Федюково. Ранее на берегах Завли также находились деревни Яхино, Ходотово, Величково, Запирахино и Мишино.